# Bahnstrecke Remscheid-Lennep–Remscheid-Hasten
| Streckennummer (DB): | 2705                                 |                                                   |                                                   |
| Kursbuchstrecke (DB): | 458 (Remscheid-Lennep–Remscheid Hbf) |                                                   |                                                   |
| Kursbuchstrecke: | 228c (Lennep – Remscheid Hbf 1946)   |                                                   |                                                   |
| Streckenlänge: | 9,2 km                               |                                                   |                                                   |
| Spurweite: | 1435 mm (Normalspur)                 |                                                   |                                                   |
| Streckenklasse: | D4                                   |                                                   |                                                   |
| Streckengeschwindigkeit: | 70 bzw. 90 km/h                      |                                                   |                                                   |
| Zweigleisigkeit: | Remscheid-Lennep–Remscheid Hbf       |                                                   |                                                   |
| |                                      |                                                   |                                                   |
| \| \| \| von Wuppertal-Oberbarmen \| \| \| \| 13,0 \| Remscheid-Lennep \| Remscheid-Lennep \| \| \| \| nach Wuppertal-Rauenthal \| \| \| \| \| nach Opladen \| \| \| \| \| von Remscheid-Bliedinghausen \| \| \| \| 17,8 \| Remscheid Hbf \| Remscheid Hbf \| \| \| \| Strecke nach Solingen \| \| \| \| 18,9 \| Remscheid RWE (Anst) \| Remscheid RWE (Anst) \| \| \| 18,9 \| Remscheid Gebr Frantzen (Anst) \| Remscheid Gebr Frantzen (Anst) \| \| \| 19,1 \| Remscheid-Stachelhausen \| Remscheid-Stachelhausen \| \| \| 19,5 \| Remscheid Alexanderwerk (Anst) \| Remscheid Alexanderwerk (Anst) \| \| \| 19,5 \| Remscheid Schlachthof (Anst) \| Remscheid Schlachthof (Anst) \| \| \| 19,5 \| Remscheid Krumm & Voßnack (Anst) \| Remscheid Krumm & Voßnack (Anst) \| \| \| 19,7 \| Remscheid (Stadt Remscheid) (Anst) \| Remscheid (Stadt Remscheid) (Anst) \| \| \| 20,0 \| Remscheid-Vieringhausen \| Remscheid-Vieringhausen \| \| \| 20,1 \| Remscheid G. Brüning / Koring & Rottsieper (Anst) \| Remscheid G. Brüning / Koring & Rottsieper (Anst) \| \| \| 21,6 \| Remscheid Julius Lindenberg / BSI (Anst) \| Remscheid Julius Lindenberg / BSI (Anst) \| \| \| 22,2 \| Remscheid-Hasten \| Remscheid-Hasten \| \| \| \| \| \| \| Quellen: [1][2] \| \| \| \| |                                      |                                                   |                                                   |
| Strecke |                                      | von Wuppertal-Oberbarmen                          | von Wuppertal-Oberbarmen                          |
| Bahnhof mit S-Bahn-Halt | 13,0                                 | Remscheid-Lennep                                  | Remscheid-Lennep                                  |
| Abzweig geradeaus und ehemals nach links |                                      | nach Wuppertal-Rauenthal                          | nach Wuppertal-Rauenthal                          |
| Abzweig geradeaus und ehemals nach links |                                      | nach Opladen                                      | nach Opladen                                      |
| Abzweig geradeaus und von links |                                      | von Remscheid-Bliedinghausen                      | von Remscheid-Bliedinghausen                      |
| Bahnhof mit S-Bahn-Halt | 17,8                                 | Remscheid Hbf                                     | Remscheid Hbf                                     |
| Abzweig ehemals geradeaus und nach links |                                      | Strecke nach Solingen                             | Strecke nach Solingen                             |
| Blockstelle (Strecke außer Betrieb) | 18,9                                 | Remscheid RWE (Anst)                              | Remscheid RWE (Anst)                              |
| Blockstelle (Strecke außer Betrieb) | 18,9                                 | Remscheid Gebr Frantzen (Anst)                    | Remscheid Gebr Frantzen (Anst)                    |
| Haltepunkt / Haltestelle (Strecke außer Betrieb) | 19,1                                 | Remscheid-Stachelhausen                           | Remscheid-Stachelhausen                           |
| Blockstelle (Strecke außer Betrieb) | 19,5                                 | Remscheid Alexanderwerk (Anst)                    | Remscheid Alexanderwerk (Anst)                    |
| Blockstelle (Strecke außer Betrieb) | 19,5                                 | Remscheid Schlachthof (Anst)                      | Remscheid Schlachthof (Anst)                      |
| Blockstelle (Strecke außer Betrieb) | 19,5                                 | Remscheid Krumm & Voßnack (Anst)                  | Remscheid Krumm & Voßnack (Anst)                  |
| Blockstelle (Strecke außer Betrieb) | 19,7                                 | Remscheid (Stadt Remscheid) (Anst)                | Remscheid (Stadt Remscheid) (Anst)                |
| Bahnhof (Strecke außer Betrieb) | 20,0                                 | Remscheid-Vieringhausen                           | Remscheid-Vieringhausen                           |
| Blockstelle (Strecke außer Betrieb) | 20,1                                 | Remscheid G. Brüning / Koring & Rottsieper (Anst) | Remscheid G. Brüning / Koring & Rottsieper (Anst) |
| Blockstelle (Strecke außer Betrieb) | 21,6                                 | Remscheid Julius Lindenberg / BSI (Anst)          | Remscheid Julius Lindenberg / BSI (Anst)          |
| Kopfbahnhof Streckenende (Strecke außer Betrieb) | 22,2                                 | Remscheid-Hasten                                  | Remscheid-Hasten                                  |
| |                                      |                                                   |                                                   |
| Quellen: |                                      |                                                   |                                                   |

Die Bahnstrecke Remscheid-Lennep–Remscheid-Hasten ist eine teilweise stillgelegte Bahnstrecke in Remscheid, Nordrhein-Westfalen. Zwischen dem heutigen Remscheider Hauptbahnhof und Hasten wurde der Personenverkehr zum Ende des Jahres 1918 eingestellt, danach diente die Streckenabschnitt noch bis 1988 dem Güterverkehr und wurde zum 31. Dezember 1990 offiziell stillgelegt. Zwischen Remscheid-Lennep und Remscheid Hbf ist die Strecke weiterhin in Betrieb und wird von der S-Bahn-Linie S 7 („Der Müngstener“) sowie dem Regional-Express RE 47 („Düssel-Wupper-Express“) befahren.

## Geschichte

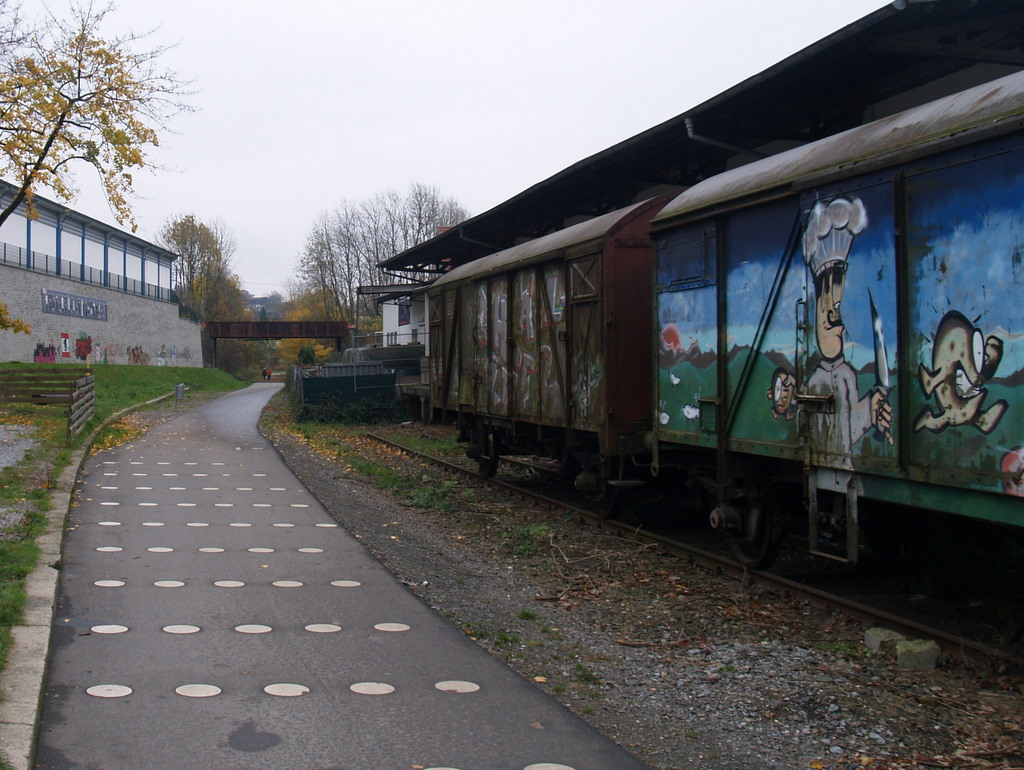
Die Trasse in Vieringhausen

1868 eröffnete die BME zunächst eine Strecke von Barmen-Rittershausen (heute Wuppertal-Oberbarmen) an der Bahnstrecke Elberfeld–Dortmund über Lennep nach Remscheid. Der Abschnitt bis Lennep wurde später der Bahnstrecke Wuppertal-Oberbarmen–Opladen zugeordnet.
1883 wurde die Stichstrecke von Lennep nach Remscheid über Vieringhausen nach Hasten verlängert. Der Personenverkehr wurde zusammen mit dem Bahnpostverkehr am 1. September 1883 aufgenommen. Zum Ende des Jahres 1918 wurde er zunächst aus Mangel an Kohlen, Wagen und Zugloks vorübergehend eingestellt und mit wechselnden Begründungen bis zur offiziellen Einstellung des Personenverkehrs zum Winterfahrplan 1922/1923 nicht wieder aufgenommen. Den Personenverkehr auf einer direkten Linie in das Stadtzentrum übernahmen seit 1893 Straßenbahnen der Verkehrsbetriebe Remscheid. Seit der Stilllegung der Straßenbahn im April 1969 setzen die Verkehrsbetriebe Busse ein. Nach Einstellung des Personenverkehrs durch die Bahn wurde die Strecke bis auf einige Sonderzüge noch bis 1988 planmäßig von Güterzügen befahren. Zwischen 1918 und 1928 wurde die Bahnpost in einem verschlossenen Abteil des Güterzugbegleitwagens befördert, danach wieder auf der Straße. Das Teilstück am Streckenende zwischen Vieringhausen und Hasten wurde am 22. Dezember 1986 stillgelegt, das Teilstück zwischen Remscheid und Vieringhausen folgte am 20. Mai 1988. Anlässlich des direkt neben der Strecke erfolgten Flugzeugabsturzes in Remscheid wurde die Strecke im Dezember 1988 mit Bahndienstfahrzeugen befahren. Nach dem letzten Einsatz eines Gleismesszuges am 14. September 1990 erfolgte die offizielle Streckenstilllegung zum 31. Dezember 1990.
Der Rückbau des Streckenabschnitts begann 1993 und war 1996 nahezu abgeschlossen. Nach dem Rückbau der Gleise wurde im Rahmen der Regionale 2006 am 23. September 2006 auf der Trasse zwischen Remscheid Hbf und dem Remscheider Stadtteil Hasten ein asphaltierter Rad- und Wanderweg eröffnet, der Besuchern unter dem Namen Trasse des Werkzeugs Aspekte der Werkzeug- und Metallverarbeitung vermittelt, die teilweise auch künstlerisch präsentiert werden. Die Kosten betrugen zwei Millionen Euro, die Streckenlänge beträgt etwa vier Kilometer.

## Betriebsstellen

### Remscheid-Vieringhausen
Das Gelände des Bahnhofs Remscheid-Vieringhausen erstreckte sich zeitweilig zu beiden Seiten des Bahnübergangs Schüttendelle. In Vieringhausen wurden während des Ersten Weltkriegs und kurz danach Lebensmittel und Kohlen auf die hier querende Straßenbahn zum Weitertransport in die Innenstadt umgeladen. Die mehrfach umgebaute und erweiterte Güterabfertigung wird nach der Aufgabe der Strecke privatwirtschaftlich genutzt.

### Remscheid-Hasten
Hasten erhielt zur Eröffnung der Strecke ein verschiefertes Empfangsgebäude mit Wartesälen und Bahnhofsrestauration in Fachwerkbauweise. Dazu kamen ein Güterschuppen und mehrere Abstell- und Ladegleise. Einrichtungen zur Versorgung von Lokomotiven fehlten, eine Gleiswaage war jedoch vorhanden. Gebäude und Gleise mussten bereits nach wenigen Jahren erweitert werden. Während des Ersten Weltkriegs und noch kurze Zeit danach bestand eine Feldbahnverbindung in 600 Millimeter Spurweite vom Bahnhof Hasten zu den wenige hundert Meter entfernten Glockenstahlwerken Richard Lindenberg in der Hammesberger Straße, die zeitweise mit einer werkseigenen Dampflok betrieben wurde.
Nach der Einstellung der Verbindung im Jahre 1986 wurden die Gleise ab Mitte der 1990er-Jahre entfernt, die Betriebsgebäude der Bahn ab 2005 entwidmet und abgebrochen. Auf dem ehemaligen Bahngelände haben sich hauptsächlich Einzelhandelsunternehmen angesiedelt. Es ist geplant, hier ein Nahversorgungszentrum zu bauen.